# Feminismo antiaborto
Feminismo antiaborto é a oposição ao aborto por parte de algumas feministas com base no direito à vida. Elas podem acreditar que os princípios por trás dos direitos das mulheres também as levam a se opor ao aborto e que o aborto prejudica as mulheres mais do que as beneficia.
O moderno movimento feminista antiaborto cita precedentes no século XIX; o próprio movimento começou a tomar forma no início ou meados da década de 1970 com a fundação da Feminists for Life (FFL) nos Estados Unidos e da Women for Life na Grã-Bretanha, em meio a mudanças legais nas nações que permitiam amplamente o aborto.

## Visões e objetivos
As feministas antiaborto consideram que a opção legal do aborto “apoia atitudes e políticas sociais anti-maternidade e limita o respeito pela cidadania das mulheres”. Elas acreditam que o aborto é uma acção ditada pela sociedade e que o aborto legal "perpetua uma sociedade indiferente e dominada pelos homens". Laury Oaks, Professora Associada de Estudos Feministas na Universidade da Califórnia, Santa Bárbara, escreve que quando o aborto é legalizado "as mulheres passam a ver a gravidez e a parentalidade como obstáculos à plena participação na educação e no local de trabalho" e descreve o ativismo feminista antiaborto na Irlanda como mais "pró-mãe" do que "pró-mulher". Oaks escreveu que, embora os opositores irlandeses ao aborto valorizem a maternidade e critiquem a noção de que as mulheres têm "o direito a uma identidade para além da maternidade", alguns, como Breda O'Brien, fundadora da Feminists for Life Ireland, também oferecem argumentos de inspiração feminista de que as contribuições das mulheres para a sociedade não se limitam a tais funções.
As organizações feministas antiaborto geralmente não fazem distinção entre as visões sobre o aborto como uma questão legal, moral ou como procedimento médico. Estas distinções são feitas por muitas mulheres, por exemplo, mulheres que não abortariam as suas próprias gravidezes, mas prefeririam que o aborto continuasse legal. As organizações feministas antiaborto procuram personalizar o aborto usando mulheres que sobreviveram a abortos para tentar convencer outras pessoas do seu argumento. Importantes organizações feministas antiaborto americanas buscam acabar com o aborto nos Estados Unidos. A SBA List afirma que este é o seu "objetivo final" e o presidente da FFL, Serrin Foster, disse que a organização "se opõe ao aborto em todos os casos porque a violência é uma violação dos princípios feministas básicos".

## Relação com outros movimentos
As feministas antiaborto fazem parte dos movimentos antiaborto e não do movimento feminista dominante. Durante a segunda onda do feminismo, no final da década de 1960 e 1970, os princípios do grupo emergente de feministas antiaborto foram rejeitados pelas feministas tradicionais que sustentavam que, para a plena participação na sociedade, o "direito moral e legal da mulher de controlar sua fertilidade" precisava ser um princípio fundamental. Da sua posição minoritária, as feministas antiaborto disseram que as feministas tradicionais não falavam por todas as mulheres.
Não tendo conseguido ganhar uma posição respeitada dentro do feminismo dominante, as feministas antiaborto alinharam-se com outros grupos antiaborto e de direito à vida. Segundo Oaks, esta colocação corroeu um sentido de identidade feminista distinto de outros grupos antiaborto, apesar dos argumentos pró-mulher que são distintos dos argumentos dos direitos fetais apresentados por outros defensores antiaborto.

## Argumentos
O debate sobre o aborto tem-se centrado principalmente na questão sobre se o feto humano é ou não uma pessoa e se a matança de seres humanos (dependendo do seu estágio de desenvolvimento) deveria ou não ser abrangida pela autonomia da pessoa. Organizações feministas antiaborto se distinguem como organizações "pró-mulher", em oposição às organizações "pelos direitos fetais". Isto distingue-os de outros grupos antiaborto.
O argumento "pró-mulher" enquadra o aborto como prejudicial às mulheres. As feministas antiaborto argumentam que a maioria das mulheres não quer realmente fazer abortos, mas são forçadas a fazê-lo por terceiros, parceiros ou médicos. Elas também sugerem que as mulheres foram preparadas e socializadas para acreditar que não podem ter sucesso se passarem por uma gravidez inesperada e que a nossa sociedade continua a refletir padrões patriarcais que usam os homens como o "ser humano básico". Eles acreditam que abortos indesejados podem causar danos físicos e emocionais às mulheres. Uma investigação do Instituto Guttmacher mostra que a maioria das mulheres que fazem abortos procuram o procedimento por motivos pessoais, financeiros, profissionais ou de planeamento familiar, e não por coacção de terceiros. Ao postular a existência de uma condição mental da síndrome pós-aborto, que não é clinicamente reconhecida pela comunidade científica, as feministas antiaborto reformulam a oposição ao aborto em termos de protecção da saúde pública das mulheres. O argumento “pró-mulher” tem sido usado para influenciar homens e mulheres contra o aborto.

## Feministas do século XIX
Grupos feministas antiaborto dizem que estão dando continuidade à tradição de ativistas dos direitos das mulheres do século XIX, como Elizabeth Cady Stanton, Matilda Joslyn Gage, Victoria Woodhull, Elizabeth Blackwell e Alice Paul, que consideravam o aborto um mal imposto às mulheres pelos homens. O jornal The Revolution, publicado por Susan B. Anthony e Stanton, apresentava cartas, ensaios e editoriais debatendo muitas questões da época, incluindo artigos condenando o "assassinato de crianças" e o "infanticídio". Segundo os historiadores A. Kennedy e KD Mary, Alice Paul sentia que o aborto era a "exploração máxima das mulheres" e estava preocupada com o aborto de bebês do sexo feminino. Kennedy e Mary também dizem que Elizabeth Blackwell, a primeira médica dos Estados Unidos, tornou-se médica devido ao seu ódio apaixonado pelo aborto. A título de crítica, as sociólogas Nicole Beisel e Tamara Kay escreveram que os brancos protestantes anglo-saxões brancos (WASPs, sigla em inglês) nos Estados Unidos estavam preocupados que os abortos contínuos por parte dos seus semelhantes pudessem pôr em risco a sua posição no topo da hierarquia da sociedade, temendo especialmente o afluxo de católicos irlandeses, mas também preocupados com os afro-americanos, e descrevem Anthony e Stanton como parte desta posição racial reacionária. Ao defender a "maternidade voluntária", ou a abstinência até que os filhos sejam desejados, Stanton disse que o problema do aborto demonstra a vitimização das mulheres por homens que aprovam leis sem o consentimento das mulheres. Woodhull e sua irmã, Tennessee Celeste Claflin, argumentaram que as clínicas de aborto iriam à falência se a maternidade voluntária fosse amplamente praticada.
Uma disputa sobre as opiniões de Anthony sobre o aborto surgiu em 1989. Feministas antiaborto nos Estados Unidos começaram a usar as palavras e a imagem de Anthony para promover sua causa antiaborto. Estudiosos do feminismo nos Estados Unidos do século XIX, bem como ativistas dos direitos ao aborto, contestaram o que consideraram uma apropriação do legado de Anthony como a sufragista mais dedicada do país, dizendo que os ativistas antiaborto estão atribuindo falsamente opiniões a Anthony e que é enganoso aplicar argumentos do século XIX ao debate moderno sobre o aborto.